# OHL
OHL（西班牙語發音：[oβɾasˈkon ˈwaɾte ˈlain]；音译：奥夫拉斯孔·瓦尔特·拉因）是总部设在西班牙的跨国建筑公司，主要经营基础设施、商业地产、住宅楼和收费公路建设。OHL公司亦活跃于巴西、墨西哥以及美国，在迈阿密建有分部大楼。
OHL成立于1999年，由奥夫拉斯孔·瓦尔特建筑公司和拉因公司合并而成，注册资本9亿美元。2008年7月在馬德里證券交易所IBEX 35指数上市。

## 信用评级
世界主要信用评级公司对OHL的评级如下：
| 评级公司 | 长期债评级 | 展望 | 评级日期       |
| -------- | ---------- | ---- | -------------- |
| 穆迪     | Caa1       | 稳定 | 2018年11月16日 |
| 惠誉国际 | B+         | 稳定 | 2018年10月     |

## 历史
OHL公司最早可以追溯到成立于1911年5月的奥夫拉斯孔建筑公司（Sociedad General de Obras y Construcciones Obrascón, S.A.），它的第一笔项目是在里斯本建设碼頭。
之后公司迅速成长，1953年被西班牙外换银行收购，20年后又被比斯开高炉收购。在80年代后期，奥夫拉斯孔公司遭遇了严重危机，濒临破產。1987年，商人胡安·米格尔·比利亚尔·米尔用一个便士收下了即将破产的公司。他改变了公司的命运，在1991年成功将公司在馬德里證券交易所上市。
1998年，比利亚尔·米尔手下的奥夫拉斯孔公司与瓦尔特公司合并。瓦尔特公司于1927年成立于巴斯克潘普洛納，与奥夫拉斯孔曾是竞争对手关系。1999年，它与拉因公司合并。拉因公司成立于1963年，是英国建筑集团约翰·莱恩在西班牙设立的分支。
2010年，OHL收购了美国纽约州建筑公司Judlau Contracting的50.1％股权。
2014年4月16日，因直布罗陀国际机场跑道建设终止问题，英格蘭及威爾斯高等法院判处OHL违约并处以高额罚金，这是直布罗陀史上金额最大的赔偿案。
2017年9月20日，比利亚尔·米尔表明有意向将OHL出售给中国建筑工程总公司。

## 主要股东
截至2019年2月6日，OHL主要股东如下：
（在比利亚尔·米尔34.655％的总百分比中，有该集团通过与法国兴业银行和法国外贸银行签订的合同，分别占股2.96％和1.047％）
| 股东              | 占股    | 公司                       |
| ----------------- | ------- | -------------------------- |
| 比利亚尔·米尔集团 | 34.655% | Inmobiliaria Espacio, S.A. |
| 德意志银行        | 2.197%  | Deutsche Bank, A.G.        |